# 小嶋潤
小嶋 潤（おじま じゅん、1908年11月6日 - 1997年9月1日）は、日本のキリスト教神学者、立教大学名誉教授。本名、小嶋 次男（おじま つぎお）。姓は「小島」との表記もある。
兵庫県生まれ。1933年京都帝国大学文学部哲学科卒。1962年「マルコ伝研究」で京都大学文学博士。東京女子大学教授、立教大学教授、茨城キリスト教大学教授、静岡英和女学院短期大学学長を歴任。
1997年9月1日、純赤芽球ろうのため死去。

## 著書
- 『基督教概論 学生のための』小島次男 日本基督教青年会同盟 1939
- 『基督教の理解』小島次男 日本基督教青年同盟 1941
- 『パウロ神学の根柢 ガラテヤ書に拠る』春光社 1947
- 『基督教の話』宝文館 1948
- 『基督教の中心思想』春光社 1949
- 『キリストの愛について』アテナ書院 1949
- 『聖書　キリスト教叢書』東京創元社 1955
- 『福音書物語選釈』創文社 1967
- 『キリスト教 その由来と成立と特質と』宝文館出版 1969
- 『福音書のキリスト論』創文社 1971
- 『続・福音書物語選釈』創文社 1971
- 『キリスト教の起源と定礎』聖公会出版 1972
- 『新約聖書正典の編成と伝承』聖文舎 1972
- 『福音書物語選釈 第3巻 山上の説教・その他』創文社 1974
- 『イエス降誕の物語 福音書物語選釈』創文社 1978
- 『新約聖書名言集』1978 講談社学術文庫
- 『聖書小事典』社会思想社・現代教養文庫 1981
- 『西洋教会史』刀水書房・人間科学叢書 1986
- 『イギリス教会史』刀水書房・人間科学叢書 1988
- 『西洋思想史上のキリスト教』刀水書房・人間科学叢書 1992
- 『旧約聖書の時代 その語る歴史と宗教』刀水書房 1995
- 『新約聖書の世界 原始キリスト教の発足と展開』刀水書房 1997

## 共著
- 『福音書講話』現代聖典講話 菅円吉共著 河出書房 1955

## 翻訳
- マルチン・ルター『善行論』春光社 1947

## 参考
- 『西洋思想上のキリスト教』著者紹介